# 岩村信二
岩村 信二（いわむら しんじ、1920年（大正9年）4月11日 - 2014年（平成26年）7月25日）は、日本の牧師。

## 概略
日本基督教団大森めぐみ教会第2代牧師、日本基督教団教育委員長、世界宣教協力委員長、東京同信会長、NCC家庭生活委員長、アジアキリスト教幼児教育者協議会（創立者）、日本キリスト教教育センター理事長、社会福祉法人牧人会理事（創立に参加）、日本聾話学校理事長、国際宗教教育学会会員、WCC男女協力委員、読売日本テレビ文化センター講師などを務めた。

## 来歴
1920年（大正9年）、東京赤坂霊南坂教会副牧師館にて岩村清四郎・安子の次男として生まれ、祖父小崎弘道牧師（同志社第2代社長）より幼児受洗。1926年（大正15年）、大森に移住、入新井第四小学校、青山学院中等部、府立高校、東京帝国大学文学部西洋哲学科を卒業、学徒出陣で応召。
1927年（昭和2年）、父岩村清四郎が教育的伝道を目指しためぐみ教会を創立し、そのなかで素直な青少年時代を過ごし信仰を養われる。1946年（昭和21年）、めぐみ教会伝道師に就任、同年10月大石和子と結婚、初穂、秋穂、太郎を挙ぐ。
1947年（昭和22年）　東大森教会と合同し、大森めぐみ教会と改称する。1949年―1953年、米国アンドーヴァー・ニュートン神学校（旧アンドーヴァー神学校）、ハートフォード神学校に留学。以後54年間日本基督教団大森めぐみ教会で伝道師、牧師として奉職した。その間、青山学院大、立教大学、日本社会事業大、東京神学大学、農村伝道神学校、アジア学院で非常勤講師として教鞭を執った。

## 教会形成
教会形成の特徴は、創立者岩村清四郎の「教会教育」を柱とした日曜学校および幼稚園に力を入れたキリスト教教育を引き継ぎ、「伝道・教育・奉仕」を教会の三本柱とする成熟した教会形成である。この理念のもと、日本社会に土着化した幅広い教会・幼稚園を形成する宣教活動を継続実践した。このことについては、『教会教育による教会形成』（共著）のなかで岩村が述べているが、大森めぐみ教会形成は、親子二代にわたる一教会形成という特殊性と、プロテスタンティズムの土着化という普遍性の二つの側面での成果であるといえる。
教会・幼稚園の内部充実とともに、新たな都市型開拓伝道の開始と、積極的な奉仕・福祉活動とその育成も特筆すべきことである。大森めぐみ教会の隣接地である羽田・平和島地区に、1975年大森西伝道所（現 平和島伝道所）を建て、都市型伝道の拠点としてきた。
また、大森めぐみ教会の奉仕・福祉活動のなかから、1972年以降福島・山形両県下で9箇所の福祉施設を運営する社会福祉法人牧人会（理事長：山下勝弘牧師）を生み出し、自ら理事・後援会会長としてその活動を育成した。

## 思想・業績
キリスト教学・哲学・倫理学・教育学の分野で多数の論文や著書を著している。代表作の一つである『血と契約』は、契約概念を歴史的・理論的に追求した独創的契約論であり、日本社会の根源的対立軸を血と契約の関係から示した書として高く評価されている。そして、岩村は、『血と契約』を通して、日本社会の近代化にキリスト教契約観の導入の必要性を主張した。
もう一つの代表作である『情況の倫理』は、米国のキリスト教倫理学者J・フレッチャーが提起した論争を受け、原則倫理と情況倫理を対立軸として捉え、原則倫理と情況倫理のアウフヘーベンを狙っている。
日本の家庭問題、キリスト教倫理、結婚やクリスチャン・パーソナリティー論等の多数の著作の根底にあるパーソナリティーの成熟化というコンセプトは、『情況の倫理』の実践とも言える。
岩村の著作活動は、キリスト教倫理や思想分野で理論的に貢献しただけでなく、異教社会日本でのキリスト教の定着化、土着化を中心的テーマとしており、そこではキリスト教思想・倫理の実践的な必要性を示したものである。

### 世界宣教
また、日本基督教団世界宣教協力委員長として、キリスト教教育、キリスト教幼稚園の国際的な大会や研究集会を組織化し、そこで国際的指導者として活躍した。キリスト教教育世界大会、WCC男女協力委員セミナー、世界メソジスト家庭会議等の国際活動の中心メンバーとして活躍する。さらに、1966年（昭和41年）以降東南アジアキリスト教幼児保育者協議会を組織し、事務局長になった。
また、幅広い国際的ネットワークを活用して、大森めぐみ教会・幼稚園は米国教会との交流やアジアからの幼稚園教師の受入れ等を行った。戦後長期間、日本のキリスト教界は欧米、特に米国の教会からの支援を受けていたが、大森めぐみ教会と幼稚園は米国等のキリスト教先進国と対等のパートナー関係を築く時代に入ったとの認識をもって、海外、特にアジア各国への国際的貢献を積極的に行うように努めた。

### 顕彰
- キリスト教功労者受賞(1999年)[3]
- 東京都功労者表彰(2006年度)

### 趣味
- 手品
- 創作落語
- 音楽等

## 思想的遍歴
1927年（昭和2年）岩村はめぐみ幼稚園の第一回の卒業生である。幼少時代に特に目だった思想をもってはおらず、父母の牧師仕事を見ながら自分も牧師になりたいと思っていたくらいであった。小学校5年の時に信仰告白をする。その時、一生の仕事として牧師をすること、その為に必要な教養を身に着けようと考えてた。牧師としての教養ために、話し方、聖書の勉強を極めること。その他、親睦会でのゲームを指導、手品などにも打ち込んでいた。
旧制府立高等学校時代に、ある先輩より勧められ哲学研究会に入会。そこで勧められライプニッツを勉強し始める。さらに、ギリシャ哲学に興味をもつことになる。ギリシア哲学とは、キリスト教神学、ユダヤの思想とギリシャの哲学が総合されてできたものだからである。
当時、東京帝国大学の西洋哲学科の主任教授・出隆はクリスチャンで、その出隆を慕って東大の哲学科に入った。主としてギリシア哲学、それも有神論的なプラトンの哲学を専攻することになる。
東大に入った1941年（昭和16年）12月には太平洋戦争が始まった。1943年（昭和18年）12月1日に学徒出陣で相模原市の通信隊第1連隊に入隊する。
学徒出陣の2年前、「いつまでこんな勉強を続けていられるのかと、切羽詰まったような気持ちで一所懸命に勉強した。論文は、「プラトンの神の概念、それとキリスト教とキリスト教の神とどう違うのか」にねらいを定めて、勉強を始めたのである。
終戦後、復員すると実家の古い教会は空襲で焼失していたが、現在地の池上の2000坪ある土地に移ることができた。
1946年（昭和21年）1月に大森めぐみ教会から招聘されて伝道師に就任。そして、結婚をして家族を持つ。

### 宗教哲学
アンドーバーニュートン神学校の校長からのスカラシップ(奨学金)のニュースを叔父の小崎道雄を通して聞き、応募して留学することになった。目的は、学位と牧師の資格を取得することであった。
1949年（昭和24年）から1953年（昭和28年）まで4年間アンドーバーニュートン神学校とハートフォード神学校と二つの神学校に学んだ。その間、Ph.Dを取るため並行してハーバード大学でも聴講したが、ハーバードの神学が無神論に偏っていたため、半年で中断することとなった。
また、牧会学のDabny先生の言葉で、「牧師は、一つの分野に専門になるより、幅広く世の中の事に興味を持ち説教に用いると一般にも判りやすい」と言われたことは、岩村にとって生涯忘れる事ができない言葉になった。
二つの神学校で宗教哲学を専攻し、論文もアンドーバーニュートンでは「宗教における真理決定の基準」の問題にとりくんだ。
例えば、長い教会の歴史の中で何回か激しい論争があるが、カルヴァンの「だれが座れるか座れないか、全部神の予定の中にある。」それに対して、「いいえ、そうではない。それでは運命論になってしまう、人間の自由、選択の自由がある、信仰する自由がある。」と言ったアルミニウスとの二人の論争がある。論争の時にどちらが正しいかを決定するのが宗教哲学で、真理を決定する基準となる。結局独断主義になってしまう、ドグマ主義対プラグマティズムの対立になり結論はでない。両方が向き合うその間における、研究をしたのが最初の論文で神学士(Bachelor of Divinity)を得た。
2年後、ハートフォードに移り、バルト神学の中でも比較的柔軟で宗教哲学的なエミール・ブルンナーを選んだ。論文は「ブルンナーにおける信仰と理性」を取り上げ神学修士論文とした。
宗教哲学を学び、アメリカの牧会での教会のあり方について学んだが、日本の教会伝道師を務めるなかで宗教哲学に違和感を感じる。青年達を指導し、説教をする機会があるが限界を感じる。哲学は見て考え、非常におもしろいが、その考え方を実践し、そして人間を教育することの方が大事ではないかと考えた。そこで、哲学より父親がやっていた宗教教育（キリスト教教育）に打ち込むことになり、考え方が変わっていった。それが、最初の方向転換であった。

### 宗教教育
さて、牧師になり教団の教育委員会に招かれて委員になり、やがて教育委員長になる。岩村は、教育委員会の中にある研究委員会の委員長として出会った学者、牧師との交わりが非常に楽しく有意義であったと述懐している。例えば、高崎毅、小林公一、松川成夫、三浦正、心理学の津守真、神学者の北森嘉蔵、家族社会学の森岡清美、性教育の奈良林祥らと研究し合った。
ある年、文部省の「望ましい人間像」、「理想的人間像」とはどんなものか研究して出すよう要請があり、教団もそれに応じて、「理想的なクリスチャン」、「キリスト教的人間像」をテーマとして約3年も議論をし、岩村がこれをまとめて出版した。その時に思いがけなく出た副産物が、キリスト教教育の目的であり、それは「クリスチャンパーソナリティを作ることにある」との結論に達した。それ以来、パーソナリティというものに非常に興味をもつようになった。別の言葉で言うなら、父清四郎の時代には宗教教育といえば、幼児の心理学が主だったが、信二はそれを拡大し、(1)バルト神学によって教会論的な基礎を与え、(2)幼児の心理学だけでなく、ゆりかごから墓場までの全年齢層の教育に及んだ。もう一つの特徴として、キリスト教界で初めて性教育に及んだこと、そして、性のモラル、婚前性交と産児制限、同性愛といったモラルに聖書的基礎を与えたことなど、単に理論の追求にとどまらず生涯における実践的なモラルを提唱した。
同時期の1958年（昭和33年）にNCCで「結婚、家庭問題」に入って、結婚教育、家庭教育を専攻するようになる。キリスト教教育には4つの分野があり、教会でなされる「教会教育」、学校でなされる「キリスト教学校教育」、それから「キリスト教社会教育」と「キリスト教家庭教育」である。ところが当時キリスト教家庭教育が大変遅れていて、何から勉強すればよいのか皆目検討がつかなかったが、幸いWCCが主催して東南アジアキリスト教で、 結婚、家庭教育セミナーを開くことになり、日本代表として、1958年タイのチェンマイの神学校を会場とした会議に参加した。全体で30人位のアジア人の中で、ただ一人の日本人として、初めてキリスト教家庭教育、結婚教育というものについて、全体のカリキュラムを知ることが出来た。講師はデイヴィッド・メイス一人で午前中3時間講義を続け、月曜から土曜まで、そのノートは膨大なものになった。午後は、Library hourで約100冊くらいの新しいキリスト教結婚、家庭教育の本を読まされた。夜は各国の結婚事情、家庭事情について、広く東南アジア全体の家庭事情を知ることもできた。

### パーソナリティ論
その読書の中でゴールドン・オルポート（ハーバード大学）という心理学の学者の本に一番心惹かれた。それまでの心理学は単に人間関係、人間の性格、感情の動きということが中心だったが、オルポートだけは、「それも大事だが、その前にまず信仰で、どういう信仰を持っているかでパーソナリティの性格が決まる。」と述べていた。これは日本では聞いたことがなく、日本の心理学ではほとんど信仰ということを問題にいれていなかった。しかし、考えてみれば、どういう信仰を持っているかがとても重要で、信仰の深い人、浅い人、信仰を持たない人では、人柄が違ってくる。信仰というのは非常に大事で、これがパーソナリティのトップにある。その下に人生観、世界観、価値観という広い見方があり、その下に知識、その下に感情、そして、一番下に体質、体に密接した感覚的な情、衝動など、その下に無意識があるというのだ。
人間は大変広く、一種の人間学、人間全体、そういうものがある。特に聖書において人間をどう観ているのか、人間の成長、未熟から成熟へということ等、パーソナリティについて盛んに教会で語るようになる。このパーソナリティという見方から広く、人類の歴史、人類の発達へ考えを進めることになる。
人類の発達は未熟なところから中世、近代へ発達してくる、これは一種のパーソナリティの成熟への発達とよく似ている。民主主義は成熟したパーソナリティであると言える。日本は、戦後、その民主主義を国の方針とした。一方、日本の家庭問題、例えば、嫁と姑、考えると非常な運命的な血に重きをおく考え方である。「あなた方は、親子の関係と夫婦の関係とどちらが強いのか」と質問するとみな困った顔をする。親子は血の関係で、夫婦は他人であるけれど、契約により夫婦になっていく。うまくいっている間はよいが、ひとたび問題がおこると結局、婿さんは自分の妻より、血の関係の親の方についてしまう。そういうことで日本の家族の中で一番戦わなければならないのは、この血の問題を清算して、新しい原理に立たなければならないということであった。

### 第二の回心
しかし、岩村は、なかなか新しい原理がみつからなかった。大森めぐみ教会は、元日本組合基督教会に所属しており、組合派教会(Congregational church)は、古いイギリスの国教的考え方に反して、個人の自由、信仰の自由を唱えるものが集まり、契約により教会を創った者の集団である。そこから近代社会、近代的教会ができる。この話を突き詰めると、岩村自身の信仰があやしくなった。確かに自分は信仰があると思っていたが、それは非常に古い血に基づいたものだった。自分の父、あるいは祖父がクリスチャンだからという旧約的な信仰であって、本当に自分の責任において神を信じる、選び取るということをしてなかった。そして聖書講義では、例えば、婦人会ではヘブル人への手紙、高校生会ではローマ書をずっと講義した。この二つの書物はつきつめると古い血による信仰はだめだと。アブラハムの信仰を受け継いだイスラエル民族はみなもう、血族的に選民だというのは古い。新しい契約をしなければだめだと。人間はなかなか契約を継続することが難しい。しかし、神と人間の契約の仲保者、保証人として主イエス・キリストがおられる。契約を破りそうになっても保証人としてのキリストが代わって神と契約をしておられる。本人が信仰がなくなった、信仰を捨てたと言ってもイエス様がいる以上、事実上契約関係は切れていない。そこに信仰の絶対性、確かさがあると言って「血と契約」という本を書いた。聖書は旧約聖書と新約聖書で成り立っているがそれは、古い契約と新しい契約との契約論である。契約論がわからなければキリスト教がわかっていないと言える。かくして岩村は42歳の頃、第二の改心(conversion)、心を変えるという経験をした。
表面上は変わりはないが、心の中では非常に大きく変わり、契約により信仰する、そしてその信仰を継続していく。日本的には義理を立てて、信仰を一生守る義理堅いクリスチャンにならなければならないということである。この応用問題は大変広く、キリスト教の家庭問題においても、また人類の歴史においても、契約社会が一番新しいもので、それが民主主義であると展開した。

### 成熟論
一方、成熟、未熟を人類の歴史という観点からみれば、戦後、日本は形としては民主主義の形をとったが、一人一人の個人のパーソナリティにおいてはまだまだ未熟なものが多い。「なおも未熟な日本人」という本では、10ほど未熟を指摘して、もっと成熟しなければならない、紛争なども成熟することで解決できることがあると提案している。
最後に我々の信仰生活も伝道により、信者を導き、洗礼を受けるということが大事である。洗礼を受けた後はどうしたらよいか。今まであまりはっきりしなかったが、ただ生きて、クリスチャンとしてご奉仕をするだけでなく、洗礼を受けてから人間としてさらに成長するようにしたい。はじめは子供のような信仰だったが、やがて大人の信仰になり、全くなる。イエスが「神が全きようにあなた方も全くあれ」と言われた。それをめざして私たちを励ましてくださる、これが教会生活の中で一人一人が考えなければならない大きな問題である。「古いものに留まってはいけない。絶えず新しくなれ」という教えである。

## 主な著作
- 『イソップ物語』 愛育社 1946年
- 『アラビアンナイト物語』 愛育社 1946年
- 『やさしい哲学の話』 愛育社 1948年
- 『家庭クリスマスの守り方』（パンフレット）NCC家庭新生活運動専門委員会 1955年
- 『新版 家庭クリスマスの守り方』（パンフレット）NCC家庭新生活運動専門委員会 1956年
- 『キリスト教の結婚観』 日本基督教団出版局 1966年
- 『親と青年のための結婚の準備』 日本YMCA出版部 1963年
- 『家庭における人間形成』(非売品)青山学院初等部 1966年
- 『性と結婚のモラル』 日本YMCA出版部 1970年
- 『情況の倫理』 ヨルダン社 1972年
- 『血と契約』 ヨルダン社 1974年
- 『キリスト教入門』 キリスト新聞社 1976年
- 『日本キリスト教団大森めぐみ教会五十年史 付東大森教会六十五年史』(非売品) 大森めぐみ教会 1977年
- 『白河めぐみ学園物語―牧人会が生まれるまでー』(非売品)牧人会 1982年
- 『日本の夫婦』 日本YMCA同盟出版部 1982年
- 『めぐみ幼稚園60年史年表』(非売品) めぐみ幼稚園 1987年
- 『日本キリスト教団大森めぐみ教会六十年史』(非売品)大森めぐみ教会 1987年
- 『三代目のキリスト教』 新教出版社 1990年
- 『ガンを知らされた牧師先生』 新教出版社 1993年
- 『楽しかったわが人生(一)、（二）』 2004年 (自家本)
- 『宗教多元論 是か否か』 キリスト新聞社2002年
- 『なおも未熟な日本人』 創元社 2006年
- 『日本語化したキリスト教用語』 教文館 2009年
- 『日本人にもわかるキリスト教の人生訓』 教文館 2009年

### 共著
- 「キリスト教教育を阻むもの」第1章“神学における障害”他 日本基督教団宣教研究所第3分科 1958年
- 「現代日本におけるキリスト教的人間像」“研究過程について” “研究要約について” “掛研究会リポート”前同 1958年
- 「キリスト教的幼児教育の原理」“神学的検討”他、前同、1962年
- 「アドヴェントとクリスマス」「クリスマス、下」基督教視聴覚センター 1965年
- 「新教育原理」小林公一・岩村信二 共著、創元社 1983年
- 「仏教、キリスト教・イスラーム・神道、どこが違うか」“キリスト教の部”大輪閣 1991年
- 「教会教育による教会形成―大森めぐみ教会の場合」岩村信二・森岡清美 共著 1994年

### 論文
- 「プラトンにおける神と実在」東京帝国大学文学部西洋哲学科提出 学士論文 1946年
- “The Criteria of Truth in Religion” Andover Newton Theological School B.D.提出論文 1950年
- “Faith and Reason in Emil Brunner” Hartford Theological Seminary S.T.M 提出論文 1952年